# Three Loves Has Nancy
Three Loves Has Nancy é um filme de comédia romântica produzido nos Estados Unidos, dirigido por Richard Thorpe e lançado em 1938.